# Kendra Sunderland
Pour les articles homonymes, voir Sunderland (homonymie).
Kendra Jane Sunderland (née le 16 juin 1995 à Salem (Oregon)) est une actrice pornographique américaine.

## Carrière
Sunderland est diplômée du West Salem High School, où elle a d'excellentes notes, en 2013. Elle prévoit de devenir avocate ou comptable, elle s'inscrit à l'université d'État de l'Oregon pour étudier le commerce et l'économie, mais finalement perd tout intérêt pour un emploi de bureau. Pendant ses études universitaires, elle travaille dans un restaurant à Lebanon (Oregon) ou comme femme de chambre à Corvallis (Oregon).
Sunderland s'inscrit sur un site de camgirls en octobre 2014 et gagne des centaines de dollars par jour. Un utilisateur lui suggère de se produire dans un lieu public pour gagner plus d'argent. Elle se rend dans la bibliothèque de l'université d'État de l'Oregon, où pendant une demi-heure elle expose ses seins et se masturbe. Une personne inconnue enregistre la vidéo et la télécharge sur Pornhub, où elle devient un succès. (En raison des circonstances virales, elle ne s'attendait pas à utiliser son vrai nom dans sa carrière pornographique). L'université l'expulse et la bannit du campus ; le site de camgirls l'exclut également. Ses parents ne lui versent plus de pensions alimentaires. Elle fait face à des accusations criminelles pour indécence publique et à une amende de plus de 6 000 $, elle plaide coupable des accusations et paie une amende de 1 000 $ en septembre 2015.
Entre-temps, elle est approchée par les magazines Playboy et Penthouse pour réaliser quelques shootings photos. Elle est élue par Penthouse, le Penthouse Pet du mois de mai.
Elle déménage à Los Angeles, en Californie, pour avoir une carrière professionnelle dans la pornographie. Elle fait ses débuts sous la direction de Greg Lansky, propriétaire des sociétés Vixen et Tushy. Elle remporte un prix des fans pour les « plus jolis seins » lors des premiers Pornhub Awards en 2018. En 2020, elle signe un contrat avec Brazzers.
Après s'y être refusée durant des années, elle tourne sa première scène de sodomie en 2025.

## Récompenses
- 2015 : NightMoves Award dans la catégorie Miss Congeniality
- 2017 : AVN Award – Best Boy/Girl Scene (avec Mick Blue)
- 2018 : AVN Award – Best Three-Way Sex Scene (FMM)
- 2018 : Spank Bank Award – Boobalicious Babe of the Year
- 2018 : Pornhub Awards – Nicest Tits